# Витухновская, Алина Александровна
Али́на Алекса́ндровна Витухно́вская (род. 27 марта 1973, Москва, РСФСР, СССР) — российская поэтесса, писательница, общественный деятель, правозащитница, политик. Член Союза писателей Москвы, член Международного ПЕН-клуба, член «ПЭН-Москва» и Ассоциации «Свободное Слово».
Лауреат литературной стипендии Альфреда Топфера (Германия) (1996). Лауреат премии «НГ» — «Нонконформизм» в номинации «Нонконформизм-судьба» (2010).

## Биография
Публикуется с 1993 года, автор нескольких книг стихов и прозы, в том числе «Аномализм» (1993), «Детская книга мёртвых» (1994), «Последняя старуха-процентщица русской литературы» (1996), «Собака Павлова» (1996; 1999), «Земля Нуля» (1997). На немецком языке вышла книга «Schwarze Ikone» (2002), «Чёрная Икона русской литературы» (2005), «Мир как Воля и Преступление» (2014), «Чёрная Икона русской литературы» (2015), «Сборник стихов А. Витухновской ДООС-Поэзия» (2015).
16 октября 1994 года была арестована сотрудниками ФСК (ныне ФСБ) по обвинению в хранении и распространении наркотиков. После года, проведённого в Бутырке, выпущена под поручительство Русского ПЕН-Центра. Отказалась от политического убежища в Швеции. В 1997 году была вновь арестована и провела ещё полгода в тюрьме. Процесс активно освещался российскими СМИ, а также в США, Великобритании, Германии, Швеции и Финляндии. В общей сложности (с апелляцией) процесс длился пять лет. В апреле 1998 года приговорена к полутора годам лишения свободы (в качестве срока ей было засчитано пребывание в предварительном заключении). Общественными защитниками на процессе стали Андрей Вознесенский, Андрей Битов, Александр Ткаченко, Юнна Мориц, Лев Тимофеев.
Участвовала в выставке «Процесс» с Алёной Мартыновой при поддержке Центра Современного Искусства (TV-Галерея) 1997, фестивале «Неофициальная Москва» 1999.
Стихи Витухновской печатались в журналах «Смена» (№ 3, 1994), «Арион» (№ 4, 1995), «Птюч» (№ 9, 1996), «Новый мир» (№ 5, 1997), «Октябрь» (№ 6, 1997), «Лилит» (Латвия, № 12, 1997), «Schreibheft» (Германия, № 55, 2000), «Дети Ра» (№ 4, 2004), «Квир» (№ 4, 2007), газетах «Die Zeit», «Frankfurter Allgemeine Zeitung (FAZ)», «Литературные новости», «Комсомольская правда», «Литературная газета», «Независимая газета», «День литературы», «Литературная Россия», «Полутона», «Топос», «Новое время», «Российский адвокат», «Правозащитник», «Музыкальное обозрение», «Index on censorship» (Великобритания, № 3, 5, 1996), газетах «Die Zeit», «Neue Zürcher Zeitung (NZZ)», «Известия», «Новые известия», «Независимая газета» и др. Алина Витухновская — член Союза писателей Москвы, член Русского ПЕН-Центра. В 1996 году награждена литературной стипендией Альфреда Топфера (Германия).
Алина Витухновская известна серией совместных видеоработ с Владимиром Епифанцевым.
Лауреат премии «Нонконформизм-2010» в номинации «Нонконформизм-судьба» (по совокупности заслуг) с формулировкой «За бесстрашие и твёрдость в отстаивании своих идей».
Координатор движения «Республиканская альтернатива» (РА). Баллотировалась в Координационный совет оппозиции. Не прошла в КСО, поэтому вошла в состав альтернативного Экспертного Совета оппозиции (ЭСО).
В марте 2014 года, после аннексии Крыма Россией, вместе с рядом известных деятелей науки и культуры России выразила свое несогласие с действиями российской власти в Крыму и на востоке Украины. Подписала антивоенное обращение инициативной группы по проведению Конгресса интеллигенции «Против войны, против самоизоляции России, против реставрации тоталитаризма».
В июле 2016 года заявила о своём желании выдвинуть свою кандидатуру на предстоящие президентские выборы 2018 года, подтвердив впоследствии это намерение в ряде СМИ. 25 декабря 2017 года в официальной группе «ВКонтакте» отказалась от выдвижения своей кандидатуры, сославшись на то, что выборы «оказались слиты недальновидными, либо назначенными сверху „лидерами протеста“ — Алексеем Навальным и Ксенией Собчак»
В октябре 2018 года вышла из русского ПЕН-центра по политическим причинам и вступила в Международный ПЕН-клуб.
Включена Минюстом РФ в список иностранных агентов в качестве участницы женского общественно-политического движения «Мягкая сила»